# Ponet-et-Saint-Auban
Ponet-et-Saint-Auban è un comune francese di 133 abitanti situato nel dipartimento della Drôme della regione dell'Alvernia-Rodano-Alpi.

## Società

### Evoluzione demografica
Abitanti censiti